# Frank LoBiondo

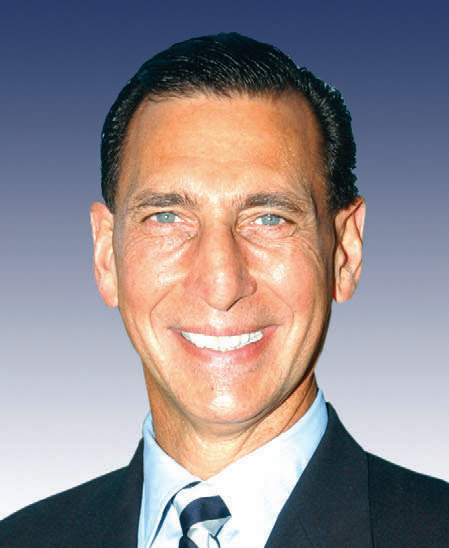
Frank LoBiondo

Frank Alo LoBiondo, född 12 maj 1946 i Bridgeton, New Jersey, är en amerikansk republikansk politiker och lastbilsföretagare.
LoBiondo representerade delstaten New Jerseys andra distrikt i USA:s representanthus 1995–2019. Han är katolik av italiensk härkomst.
LoBiondo studerade vid Saint Joseph's University i Philadelphia. Han arbetade sedan för ett familjeägt lastbilsföretag.
Kongressledamoten William J. Hughes kandiderade inte till omval i kongressvalet 1994. LoBiondo vann valet och efterträdde Hughes i representanthuset i januari 1995.
I november 2017, meddelade LoBiondo att han skulle gå i pension från kongressen i slutet av sin nuvarande mandatperiod och inte söka omval år 2018.